# Ulmer Münz

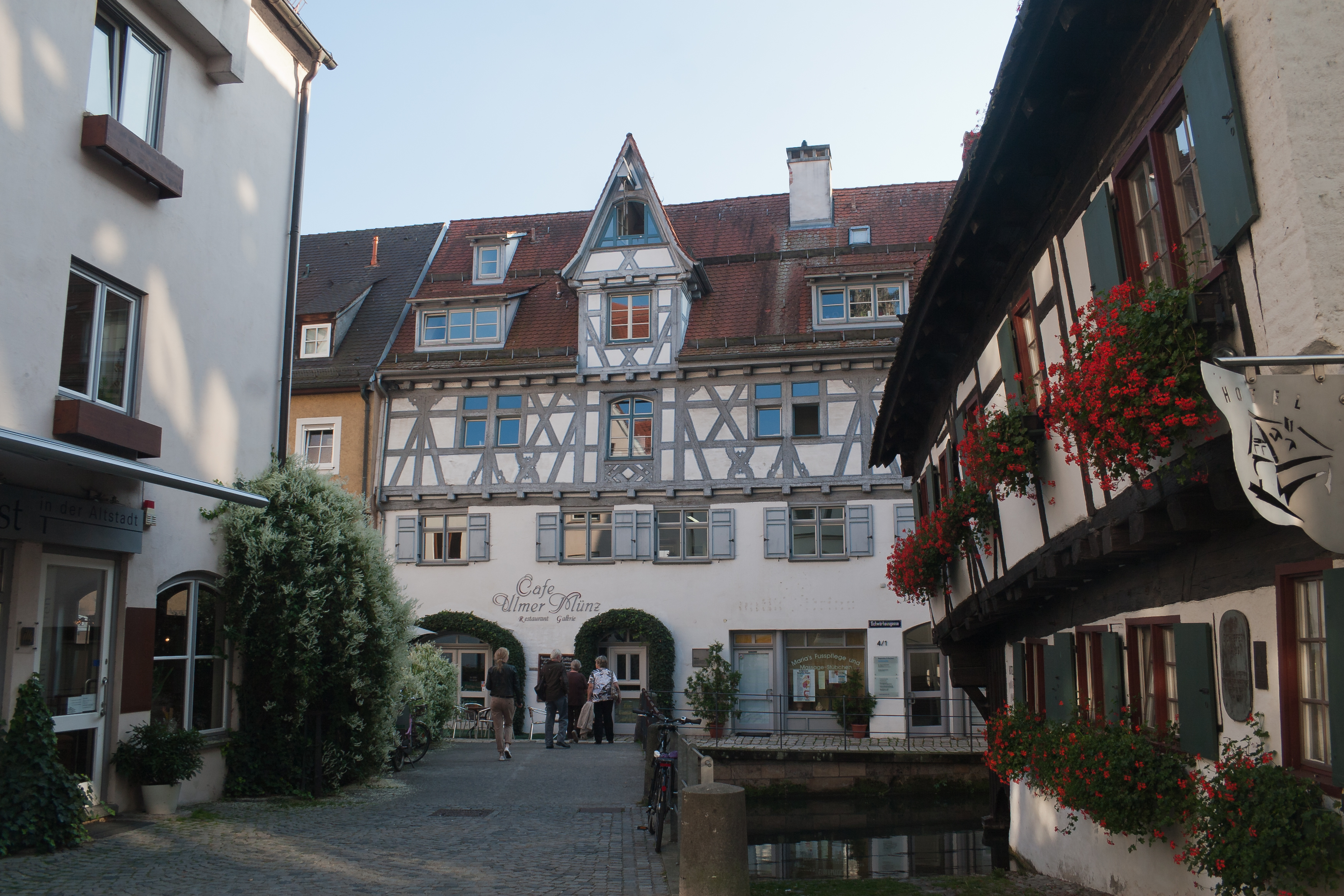
Schwörhausgasse 4, Ulmer Münz

Die Ulmer Münz ist ein Gebäude in der Schwörhausgasse 4 in Ulm, das von 1620 bis 1624 die Münzstätte der Reichsstadt war. Heute befindet sich in ihm eine Gaststätte und es ist ein geschütztes Kulturdenkmal nach § 2 DSchG BW. Sein Name erinnert an die lange Geschichte des Münzwesens in Ulm.

## Gebäude
Das Gebäude stammt wohl aus den ersten Jahrzehnten des 16. Jahrhunderts; in der Zeit des Dreißigjährigen Krieges kam zumindest das Obergeschoss mit dem Renaissancefachwerk hinzu. Nach der Verlegung der Münze in ein anderes Gebäude diente es unterschiedlichen Zwecken. Bis 1900 war in ihm eine Rollgerstenfabrik untergebracht, bzw. diente es als Schleif- und Ölmühle. In den Jahren 1987/1988 erfolgte eine Renovierung, wobei auch das frühere Fachwerk wieder freigelegt wurde.

## Ulmer Münzen im Mittelalter
Dass im Mittelalter vom „Ulmer Geld“ gesprochen wurde, lag daran, dass es ein in Ulm geprägtes Geld gab. Denn eine Münzstätte – eine „moneta ulmensis“ – ist bereits aus dem 11. Jahrhundert verbürgt: Im Jahr 1089 wechselte in Derendingen bei Tübingen ein Pferd für den Gegenwert von „triginta siclos monetae ulmensis“, also 30 Schillingen „Ulmer Geldes“, den Besitzer.
Ulm war königliche Münzstätte und mit an Sicherheit grenzender Wahrscheinlichkeit auch der Ort, wo während des ganzen 11. bis zum Beginn des 12. Jahrhunderts eine schwäbische Münzsorte geprägt wurde, die weitverbreitet war. Jene Münze trägt auf der Rückseite ein Kreuz, dessen vier Winkel mit jeweils einer Kugel gefüllt sind. Dieses Symbol, das sich schon in den Jahrhunderten zuvor auf königlichen Münzen bewährt hatte, ist das Zeichen der Patrizierfamilie Lieber, die vom 15. bis zum 17. Jahrhundert in Ulm lebte. Es ist zu vermuten, dass die Liebers von einem Münzmeister abstammen.
Für kurze Zeit gab es in Ulm fabrizierte Brakteaten. Das waren dünne, einseitig geprägte mittelalterliche Silbermünzen. Aber der Heller aus Schwäbisch Hall war viel wichtiger als das Ulmer Geld.
Neben dem Schwäbisch Haller Heller gab es bald danach auch den Ulmer, den Nürnberger und den Frankfurter Heller. Denn als Kaiser Karl IV. anno 1356 das deutsche Münzwesen neu ordnete, bestimmte er diese vier Städte zum Standort seiner Reichshellermünzstätten. Die Ulmer Münze ging 1398 durch ein Privileg König Wenzels in das Eigentum der Stadt über. Das heißt, das erste Geld, das Ulm in Eigenregie produzierte, waren nicht „Ulmer“, sondern „Heller“. Sechs Jahre später, 1404, erhielt die Reichsstadt auch das Recht, Schillinge in Umlauf zu bringen.

## Niedergang des Münzwesens

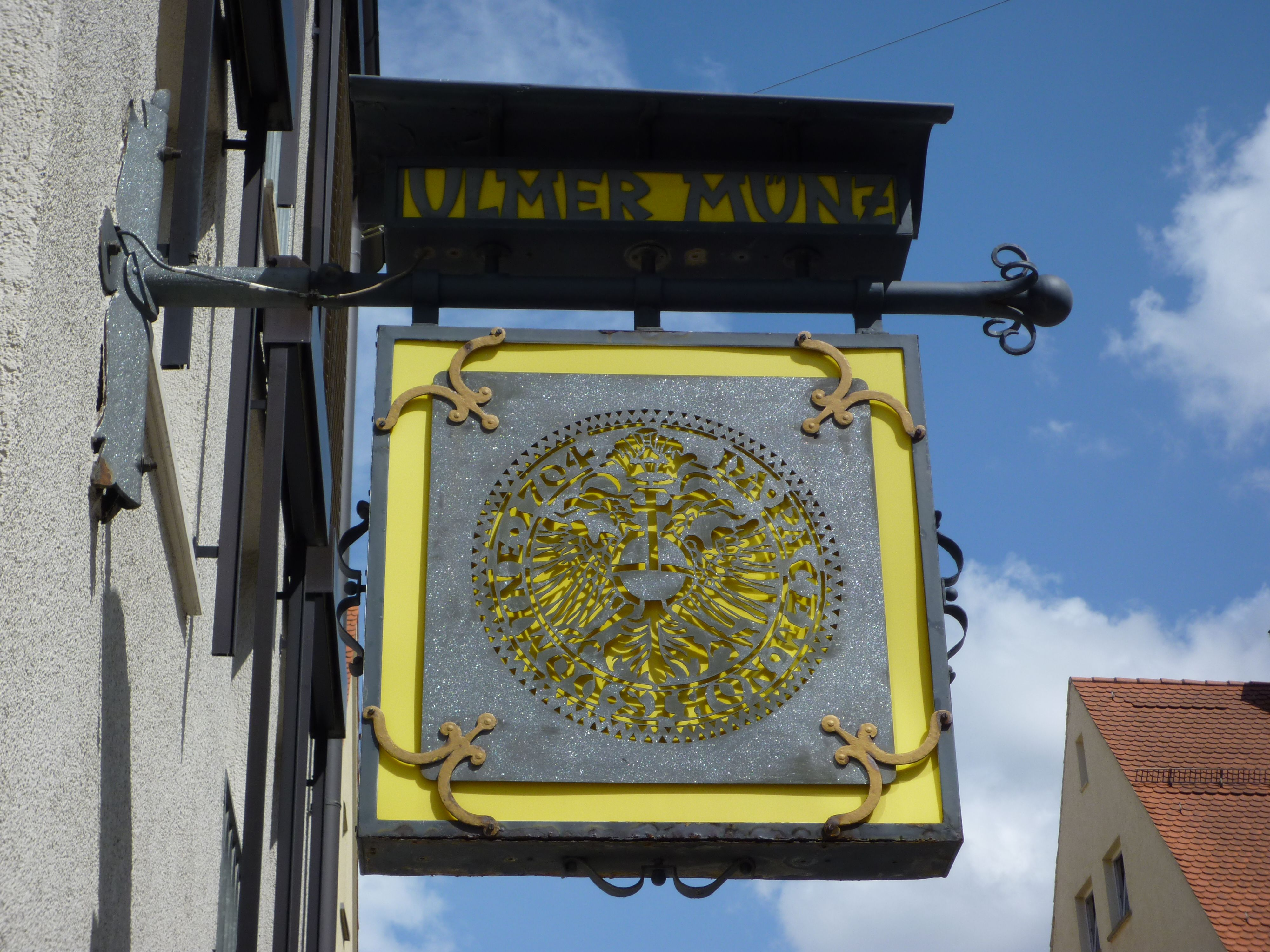
Ulmer Münz-Schild

Der erste Ulmer Gulden wurde im Jahr 1572 geprägt – allerdings nicht in Ulm, sondern in Augsburg. Erst 1616 beschloss der Rat, sein Geld wieder in Ulm herzustellen. 1620 verließ der erste Ulmer Reichstaler die neue Münzstätte am Fuß des Weinhofbergs; das war die Burkhards-Mühle an der Blau. Die Qualität dieser Geldstücke war allerdings sehr schlecht.
Denn damals begann die Kipper- und Wipperzeit (1622/23), in der schlechtes Geld produziert wurde. Ulm stellte schon seit 1620 massenhaft Stadtmünzen aus Billon her, einem stark kupferhaltigen Silber. Diese Massenproduktion macht eine zweite Münzstätte erforderlich, die im Haus eines Färbers, der heutigen „Ulmer Münz“ untergebracht wurde. 1624 legte ein vom Schwäbischen Kreis erlassenes Verbot die Ulmer Münzbetriebe lahm. Das Haus an der Schwörhausgasse 4 verlor seine Funktion als Münze.
Eine wahrhaft „weiche“, aber bessere Währung für Ulm war der Ulmer Barchent. Dieses Mischgewebe aus Baumwolle und Leinen wurde unter Kontrolle der Ulmer Behörden in solcher Qualität hergestellt, dass das Siegel der Stadt Ulm auf einem Ballen Barchent diesem den Wert baren Geldes verlieh. Als 1548 der Rat auf kaiserlichen Befehl das Vermögen der soeben verbotenen Zünfte einzog, wurde dieses angegeben in Gulden oder in Barchent.

## „Ulmer Geld regiert die Welt“
Im April 1704 forderte während des Spanischen Erbfolgekrieges der Oberbefehlshaber Marquis de Blainville von der Stadt 265.106 Gulden Kontributionen. Sieben Tage später stellte er mit entsprechendem Nachdruck eine weitere Forderung in Höhe von 150.000 Gulden, die bis zum 25. April zu erfüllen war. Die Ulmer mussten sich von ihrem Tafelsilber und vom Familienschmuck trennen. Im städtischen Zeughaus, in dem damals die Münzstätte untergebracht war, wurde in aller Eile ein viereckiges Notgeld produziert. Dieser Gulden symbolisiert das Ende des Ulmer Wohlstands, denn Ulm hat sich von den Folgen des Spanischen Erbfolgekrieges bis zum Ende der Reichsstadtzeit 1802 nicht mehr erholt.
Die Redensart vom „Ulmer Geld, das die Welt regiert,“ ist älter als der Vierecks-Gulden. Sie ist in dieser Form auch unvollständig. Sie bildet das Ende einer Priamel Gedichtes, die um das Jahr 1600 erstmals belegt ist. Eine der verbreiteten Versionen lässt das Ulmer Geld die Welt „regieren“. Nie steht jedoch das Ulmer Geld alleine, sondern immer in Verbindung mit anderen Städten.
„Venediger Macht,

Augsburger Pracht,

Nürnberger Witz,

Straßburger Geschütz,

Ulmer Geld

regiert die Welt.“